# Ruedi Lustenberger
Pour les articles homonymes, voir Lustenberger.
Ruedi Lustenberger, né le 2 avril 1950 à Romoos, est une personnalité politique suisse, membre du Parti démocrate-chrétien (PDC).

## Biographie
Les premiers pas de Ruedi Lustenberger ont été dans un corps législatif en tant que membre du Grand Conseil de Lucerne, dont il a été membre de 1991 à 1999 et qu'il présidé en 1999.
Lors des élections de 1999, il parvient à être élu au Conseil national. Durant ces années au parlement, il était membre de la Commission des politiques d'État, de la Commission de l'aménagement du territoire et de l'énergie, de la Commission de l'environnement et du Comité d'audit.Il a de plus été membre de la délégation administrative et de la délégation de surveillance du NEAT. En 2011/2012, il était deuxième vice-président du Conseil national, 2012/2013 premier vice-président, élu avec 161 des 177 votes valides. Le 25 novembre 2013, il est élu Président du Conseil national avec 175 des 183 votes valides .
En mars 2014, durant sa présidence, il a eu à faire face à une polémique concernant sa gestion d'un vote où 93 conseillers nationaux ont voté pour et 93 conseillers nationaux contre la facilitation des exportations de matériel de guerre. On l'a aussi accusé d'être un ami de la torture . Au cours des élections de 2015, il choisit de ne pas se représenter .
En plus de son activité professionnelle en tant que maître charpentier indépendant et de ses mandats parlementaires, il a présidé le Parti cantonal de Lucerne de 2001 à 2005. De 2005 à 2016, il a été président central de l'Association des maîtres charpentiers et fabricants de meubles. De plus, il est depuis 2008 membre du conseil d'administration de l' Association suisse du commerce. Il est aussiprésident de Swiss Label (Société pour la promotion des produits et services suisses) et de la SAQ (Association suisse pour la qualité).
Depuis mars 2019, il est membre de l'exécutif de la commune de Romoos. Il s'agit de son premier mandat au sein d'un exécutif municipal .
Il habite dans la commune de Romoos, est marié et est père de 5 enfants.